# Campionato italiano di hockey su ghiaccio 1969-1970
Il Campionato italiano di hockey su ghiaccio 1969-70 è stata la 36ª edizione della manifestazione.

## Serie A

### Formazioni
Sono quattro le iscritte al campionato, le stesse compagini iscritte anche l'anno precedente: SG Cortina, HC Gardena, Diavoli Milano e HC Bolzano.

### Campionato

#### Classifica
La Sportivi Ghiaccio Cortina vince il suo undicesimo scudetto.

Formazione Campione d'Italia: Francesco Alverà – Enrico Benedetti – Paolo Bernardi – Franco Costantini – Giulio Costantini – Alberto Da Rin – Gianfranco Da Rin – Bruno Frison – Bruno Ghedina – Giuseppe Lorenzi – Mario Lacedelli – Giovanni Mastel – Claudio Pompanin – Ruggero Savaris – Jack Siemon – Giulio Verocai.